# Wajawoda
Wajawoda (biał. Ваявода; ros. Воевода, Wojewoda) – osiedle na Białorusi, w obwodzie homelskim, w rejonie homelskim, w sielsowiecie Ziabrauka.
Znajduje się tu stacja kolejowa Ziabrauka, położona na linii Bachmacz - Homel. 